# Eonycteris major
Eonycteris major är en däggdjursart som beskrevs av K. Andersen 1910. Eonycteris major ingår i släktet Eonycteris och familjen flyghundar. Inga underarter finns listade.
Denna flyghund förekommer endemisk på Borneo. Det naturliga habitatet är inte bra utrett. Individer hittas ofta i fruktträdodlingar eller trädgårdar. De vilar på dagen i grottor.
Arten är med en underarmlängd av 71 till 80 mm, en vikt av cirka 91 g och en svanslängd av 18 mm större än Eonycteris spelaea. Kroppslängden (huvud och bål) för hela släktet anges med 85 till 125 mm. Pälsen har en svartbrun färg och nosen är långsträckt. Allmänt liknar Eonycteris major de andra flyghundarna.
Individerna bildar vid viloplatsen kolonier som kan ha flera hundra medlemmar. Hos en population var kolonin uppdelad i mindre grupper med individer av samma kön som höll tätare tillsammans. Arten sover bland annat i grottor och ibland delas sovplatsen med andra flyghundar. Uppskattningsvis äter Eonycteris major nektar och pollen som andra arter i släktet. Även fortplantningssättet antas vara lika som hos Eonycteris spelaea.
Beståndet hotas av skogarnas omvandling till jordbruksmark. Dessutom jagas arten för köttets skull. Populationen påverkas av störningar vid viloplatsen. Enligt uppskattningar minskade hela populationen med 25 till 29 procent under de gångna 13 åren (räknad från 2020). IUCN kategoriserar arten globalt som nära hotad (NT).